# 李延寔
李 延寔（り えんしょく、? - 530年）は、北魏の外戚。孝荘帝の母の李媛華の兄弟。字は禧。本貫は隴西郡狄道県。

## 経歴
李沖の長男として生まれた。性格は温厚で、若くして太子舎人となった。宣武帝の初年、父の爵位を嗣いで、清淵県侯に封じられた。諸官を歴任して、左将軍・光州刺史となった。528年（建義元年）4月、侍中・太保に上り、濮陽郡王に封じられた。延寔は太保の官名が祖先の諱を犯しており、また王爵を受けるのは庶姓にふさわしくないと上表して固辞した。そこで濮陽郡公に改封され、太傅の官に転じた。529年（永安2年）、司徒公に転じ、使持節・侍中・太傅・録尚書事・青州刺史として出向した。530年（永安3年）、爾朱兆が洛陽に入ると、延寔は青州で捕らえられて、州館で殺害された。孝武帝の初年、遺体を洛陽に運ばれて葬られた。使持節・侍中・太師・太尉公・録尚書事・都督・雍州刺史の位を追贈された。諡は孝懿といった。

## 子女
- 李彧（長男、字は子文。孝荘帝の姉の豊亭公主を妻に迎えた。東平郡公に封じられ、侍中・左光禄大夫・中書監・驃騎大将軍・開府儀同三司・広州刺史となった。東魏の孝静帝の初年に、罪により棄市された）
- 李彬（字は子儒。祖父の清淵県侯の爵位を嗣いだ。中書侍郎となり、左光禄大夫として死去した）
- 李彰（通直散騎侍郎。父とともに青州に下り、ともに殺害された）

## 伝記資料
- 『魏書』巻83下 列伝第71下
- 『北史』巻100 列伝第88